# Ливен, Елена Александровна
Светлейшая княжна Елена Александровна Ливен (1842—1915) — камер-фрейлина, светлейшая княжна, начальница Московского Елизаветинского института благородных девиц до 1894 года и Смольного института благородных девиц в 1895—1915 годах.

## Биография
Родилась в семье князя, генерала от инфантерии Александра Карловича Ливена и его первой жены Екатерины Никитичны Панкратьевой. Правнучка светлейшей княгини Ш. К. Ливен, воспитательницы детей императора Павла I . В семье было восемь детей (пять дочерей и три сына), Елена была третьим ребёнком. Первые годы её жизни прошли в Крыму, но с 11 лет она жила в Москве.
Дом князя А. К. Ливен пользовался в Москве большим уважением, отличался гостеприимством и радушием, в нём свято соблюдались семейные традиции, сохранялись обычаи и порядки старинных барских домов; он всегда был полон бездомными, сиротами, которые иногда подолгу жили, пользуясь добротой хозяев. Мать Елены много помогала бедным, отказывая для себе во всем. Бывали случаи, когда, не имея в данное время денег, княгиня отдавала бедным вещи из столового серебра.
Воспитанием и образованием детей руководила княгиня Екатерина Никитична, они учились дома, в числе преподавателей, занимавшихся с ними, был такие, как профессор Герье, будущий Министр народного просвещения Н. П. Боголепов, который в 1879 году женился на своей бывшей ученице княжне Екатерине Ливен (1849—1915), она вышла замуж против воли отца. В своих записках Боголепов писал:

В этой семье я встретил такие великие образцы благородства и нравственной силы, что надолго был застрахован от дурного влияния.
Смерть княгини Екатерины Никитичны нарушило течение жизни в доме. На 25-летнюю Елену Александровну легли заботы о воспитании и образовании младших сестёр, заботы по домашнему хозяйству и имению. После завершения образования младших сестёр, княжна Елена в течение 9 лет занималась в московской пересыльной тюрьме. Она читала заключенным книги соответственного содержания, зимой устраивала школу и вела в ней занятия.
Племянник княжны Ливен вспоминал:

Тётя Лина была, как все Ливены, крупного роста, с белокурыми волосами и синими глазами. Её нельзя было назвать красивой, а к тому времени, когда я увидел её в первый раз, ей уже перевалило за сорок и у ней начинала сказываться общая в её семье склонность к полноте. Во всей её фигуре проявлялись основные черты её характера. Она была в настоящем и хорошем смысле слова «grande dame». Чувство доброты уживалось у ней с чувством долга, в отношении к которому она была одинаково требовательна как к другим, так и к самой себе. Большой природный ум её допускал иногда проявление стародевичьей милой наивности. Но особенно силен был у неё такт — результат её настоящего светского воспитания и близости ко двору. Моральное чувство у неё было развито чрезвычайно, и в отношении его она за всю долгую жизнь никогда не погрешила. Гордая и прямая, она не шла на компромиссы со своей совестью или на какую-нибудь интригу. Следуя заветам своего отца, она была предана своему государю и была монархисткой не только умом, но и сердцем. Поверхностное домашнее образование того времени она пополнила самостоятельно уже после выхода своего в жизнь. Прекрасно зная четыре языка — русский, французский, немецкий и английский — она много читала, а умение её окружать себя просвещенными и культурными людьми, которые ценили её общество, сделало из неё образованную женщину.
В 1880 году умер князь А. К. Ливен, оставивший своим детям небольшое состояние: каждому из них досталась скромная сумма в 10 000 рублей. Елена Александровна, не вышедшая замуж, должна была искать заработка. Она обратилась к императрице Марии Александровне, фрейлиной которой она была, с просьбой дать ей работу.

### Служба

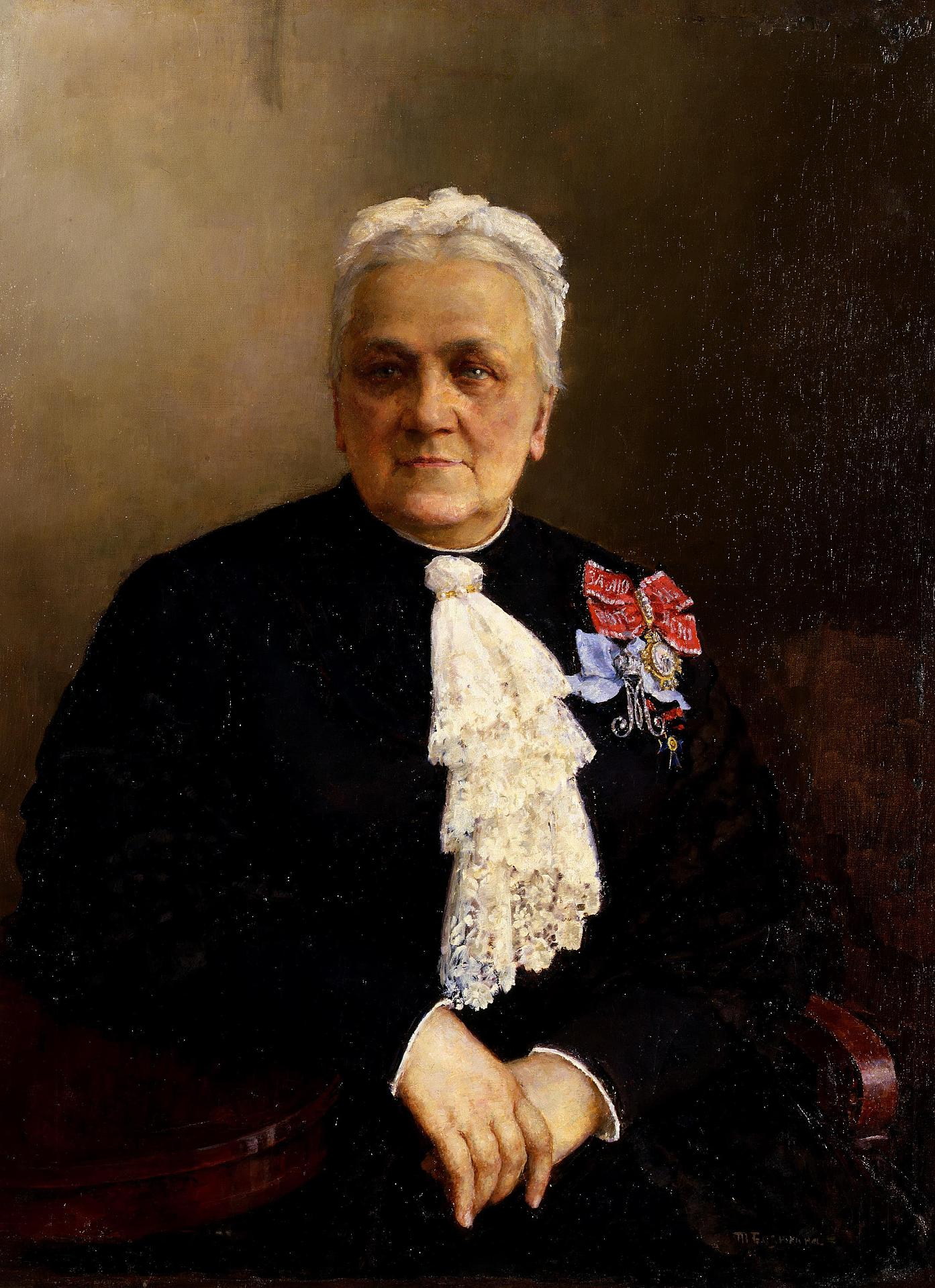
Портрет Е.А. Ливен

В 1880 году княжна Ливен была назначена начальницей Малолетнего отделения Московского Сиротского Института императора Николая I. Туда принимались не только сироты девочки, но и мальчики, преимущественно дети офицеров. Княжна Ливен считала, что Малолетние Отделение должно заменить сиротам родной дом, дать ласку, которую они могли бы иметь в семье. Позже Елена Александровна исполняла обязанности начальницы Московского Елизаветинского института.
Вскоре императрица Мария Фёдоровна на смену ушедшей М. П. Новосильцевой, избрала новую начальницу Смольного института, её выбор пал на светлейшую княжну Ливен.
5 января 1895 года Елена Александровна приступила к своим новым обязанностям. Вступив в должность, первым делом она дала воспитанницам полную свободу при их прогулках в саду, отменив прогулки парами. Изменила характер распределения помещений в Смольном и улучшила гигиеническую обстановку в институте. Учебная программа Смольного была реформирована: сокращены программы по некоторым предметам, чтобы не перегружать воспитанниц, но зато в особом почете были рукоделие, гимнастика, подвижные игры на воздухе. В 1909 году во всех помещениях Смольного было проведено электричество.
По инициативе княжны Ливен в 1898 году было создано Общество вспомоществования бывшим воспитанницам Императорского Воспитательного Общества благородных девиц. Его задачей было оказание материальной и нравственной поддержки нуждающимся воспитанницам института при выходе их из заведения. Благодаря заботам княжны Ливен и членов общество, деятельность его быстро развивалась. В 1908 году, по мысли княжны Ливен, было начато строительство на выделенном участке из Адлербергского сквера собственного каменного дома для Общества бывших смолянок.
Царственные особы высоко ценили заслуги княжны Ливен, она была пожалована камер-фрейлиной императрицы Александры Фёдоровны и кавалерственной дамой ордена Святой Екатерины. В 1914 году, в год 150-летия Смольного института, княжна Ливен была награждена настольным портретом императрицы Марии Фёдоровны, усыпанный бриллиантами.
Скончалась в 1915 году. Похоронена в Москве на кладбище Новодевичьего монастыря.